# فور غناسينغبي
فور ايسوزيما غناسينغبي اياديما (بالفرنسية: Faure Essozimna Gnassingbé)‏ (من مواليد 6 يونيو 1966) هو سياسي توغولي ورئيس توغو الحالي منذ 2005.

## ترشحه
الرئيس فور غناسينغبي إياديما، تم تعيينه للحكومة من قبل والده، الذي يتولى منصب وزير التجهيز والمناجم، المرسلات، والاتصالات السلكية واللاسلكية 2003-2005. عندما توفي غناسينغبي إياديما في 5 فبراير 2005، تم تثبيت غناسينغبي فورا رئيسا بدعم من الجيش. أدت الشكوك بشأن الشرعية الدستورية للخلافة للضغوط الإقليمية الثقيلة التي توضع على غناسينغبي، واستقال في 25 فبراير شباط. ثم فاز في الانتخابات الرئاسية المثيرة للجدل في 24 أبريل 2005، وأدى اليمين الدستورية كرئيس جديد.
غناسينغبي هو الرئيس الوطني للتجمع من توغو الشعب (الحزب الثوري التنزاني)، وهو الحزب السياسي الحاكم. أعيد انتخابه لولاية ثانية رئيسا لتوغو في عام 2010.

## وحدته
كان رئيس جمعية توغولية لحقوق الإنسان.

## روابط خارجية
- فور غناسينغبي على موقع الموسوعة البريطانية (الإنجليزية)
- فور غناسينغبي على موقع مونزينجر (الألمانية)
- فور غناسينغبي على موقع ميوزك برينز (الإنجليزية)